# Kirkebjerg Station
|  | Fremtidig bygning Denne artikel omhandler en bygning, der er under opførelse. Det er derfor muligt, at indholdet er af spekulativ natur, og ligeledes, at indholdet kan ændre sig markant efterhånden som flere oplysninger bliver tilgængelige. |

Kirkebjerg Station er en kommende letbanestation på Hovedstadens Letbane (Ring 3-letbanen) i Brøndby Kommune. Stationen kommer til at ligge på Søndre Ringvej, umiddelbart nord for krydset med Park Allé. Stationen kommer til at ligge på den vestlige side af vejen og kommer til at bestå af to spor med en øperron imellem med adgang via fodgængerfeltet i krydset. Stationen forventes at åbne sammen med den første del af letbanen i efteråret 2025.
Umiddelbart øst for stationen ligger Kirkebjerg Bydelscenter og industrikvarteret Kirkebjerg. Området vest for stationen er præget af parcelhuse. Brøndby Kommune har i lokalplanen lagt op til byudvikling af området nær stationen, bl.a. med 2000 nye boliger på mellem to og seks etager, samt en ny dagligvarebutik.